# (300044) 2006 UU137
(300044) 2006 UU137 es un asteroide perteneciente al cinturón de asteroides, descubierto el 19 de octubre de 2006 por el equipo del Mount Lemmon Survey desde el Observatorio del Monte Lemmon, Arizona, Estados Unidos.

## Designación y nombre
Designado provisionalmente como 2006 UU137.

## Características orbitales
2006 UU137 está situado a una distancia media del Sol de 3,129 ua, pudiendo alejarse hasta 3,607 ua y acercarse hasta 2,651 ua. Su excentricidad es 0,152 y la inclinación orbital 5,336 grados. Emplea 2021,97 días en completar una órbita alrededor del Sol.

## Características físicas
La magnitud absoluta de 2006 UU137 es 15,7.